# 小貝村
小貝村（こかいむら）は栃木県芳賀郡に属していた村である。現在は市貝町の一部に当たる。

## 地理
現在の市貝町の北部に位置する。
- 河川：小貝川、桜川、荒川

## 歴史

### 沿革
- 1889年（明治22年）4月1日 - 町村制施行により、続谷村、文谷村、田野辺村、杉山村、大谷津村、椎谷村、苅生田村、羽仏村、塩田村、見上村、竹ノ内村が合併し芳賀郡小貝村が成立する。続谷・文谷・田野辺・杉山・大谷津・椎谷・刈生田・羽仏・塩田・見上・竹内が小貝村の大字となる。
- 1954年（昭和29年）5月3日 - 小貝村は市羽村と合併し市貝村が発足。同日小貝村は廃止。11大字が市貝村に継承される。

### 変遷
| 1868年 以前 | 1868年 以前 | 明治7年  | 明治22年 4月1日 | 昭和29年 5月3日 | 昭和47年 1月1日 | 現在   |
| ----------- | ----------- | -------- | --------------- | --------------- | --------------- | ------ |
|             | 椎谷村      | 椎谷村   | 小貝村          | 市貝村          | 町制            | 市貝町 |
|             | 文谷村      |          | 小貝村          | 市貝村          | 町制            | 市貝町 |
|             | 田野辺村    | 田野辺村 | 小貝村          | 市貝村          | 町制            | 市貝町 |
|             | 別府村      | 田野辺村 | 小貝村          | 市貝村          | 町制            | 市貝町 |
|             | 杉山村      |          | 小貝村          | 市貝村          | 町制            | 市貝町 |
|             | 大谷津村    |          | 小貝村          | 市貝村          | 町制            | 市貝町 |
|             | 続谷村      |          | 小貝村          | 市貝村          | 町制            | 市貝町 |
|             | 苅生田村    |          | 小貝村          | 市貝村          | 町制            | 市貝町 |
|             | 羽仏村      |          | 小貝村          | 市貝村          | 町制            | 市貝町 |
|             | 塩田村      |          | 小貝村          | 市貝村          | 町制            | 市貝町 |
|             | 見上村      |          | 小貝村          | 市貝村          | 町制            | 市貝町 |
|             | 竹ノ内村    |          | 小貝村          | 市貝村          | 町制            | 市貝町 |

## 大字
現在はすべて市貝町の大字として継承されている。
- 続谷（つづきや）
- 文谷（ふみや）
- 田野辺（たのべ）
- 杉山（すぎやま）
- 大谷津（おおやつ）
- 椎谷（しゅうがい）
- 刈生田（かりうた）
- 羽仏（はぶつ）
- 塩田（しおだ）
- 見上（みあげ）
- 竹内（たけうち）

## 人口・世帯

### 人口
総数 [単位： 人]
| 1891年（明治24年） | 3,060 |
| 1920年（大正 9年） | 4,351 |
| 1935年（昭和10年） | 4,775 |
| 1950年（昭和25年） | 5,581 |

### 世帯
総数 [単位： 世帯]
| 1920年（大正 9年） | 876 |
| 1935年（昭和10年） | 764 |
| 1950年（昭和25年） | 978 |